# Kristian Sbaragli
Kristian Sbaragli (Empoli, 8 de maig de 1990) és un ciclista italià, professional des del 2013. En el seu palmarès destaca la victòria en una etapa de la Volta a Espanya de 2015 amb final a Castelló de la Plana.

## Palmarès
- 2006
  -  Campió d'Itàlia en ruta cadets
- 2010
  - 1r a la Florència-Empoli
- 2011
  - 1r a la Piccola Sanremo
- 2012
  - 1r al Trofeu Edil C
  - 1r al Trofeu Gianfranco Bianchin
- 2013
  - Vencedor d'una etapa a la Volta a Corea
- 2015
  - Vencedor d'una etapa a la Volta a Espanya

### Resultats a la Volta a Espanya
- 2014. 104è de la classificació general
- 2015. 105è de la classificació general. Vencedor d'una etapa
- 2016. 82è de la classificació general

### Resultats al Giro d'Itàlia
- 2016. 92è de la classificació general
- 2017. 101è de la classificació general
- 2018. 111è de la classificació general
- 2019. 77è de la classificació general
- 2023. 85è de la classificació general

### Resultats al Tour de França
- 2021. 106è de la classificació general
- 2022. 71è de la classificació general